# Lucy Goodison
Lucy Goodison (geboren im 20. Jahrhundert) ist eine britische Archäologin und Autorin. 

## Leben und Forschungen
Lucy Goodison legte 1985 ihre Dissertation (Ph.D.) an der University of London unter dem Titel Some aspects of religious symbolism in the Aegean area during the Bronze and early Iron Ages vor. Sie war danach als Honorary Research Fellow des University College London tätig und gilt als „Independant Scholar“ (Privatgelehrte). Sie schrieb mehrere Bücher über Mythologie und Religion mit Schwerpunkt Ägäis. Sie gilt als Spezialistin für die minoische Kultur und deren Grabarchitektur (Kreta, Mesara-Bestattungskultur) und Symbolik. 
Zu dem von ihr 1989 veröffentlichten Werk Death, Women, and the Sun. Symbolism of Regeneration in Early Aegean Religion meint der Wiener Rezensent Hans Schwabl ein „Nachleben“ Jane Ellen Harrisons herauszulesen. In ihrem 1990 erschienenen Moving Heaven and Earth konstatiert sie (S. 118 und 120), dass, „obwohl das prähistorische Kreta oft als Beispiel für eine matriarchalische Gesellschaft herhalten musste, es hierfür keinen Beweis gäbe“ und die Fantasie über ein Goldenes Zeitalter des Matriarchats mehr mit „unseren heutigen Bedürfnissen und Auseinandersetzungen zu tun habe, als mit dem Kreta des 3. Jahrtausends v. Chr.“
1998 veröffentlichte sie zusammen mit der am Trinity College Dublin tätigen Christine Morris den die Themen Muttergöttin und Matriarchat behandelnden Sammelband Ancient Goddesses. The Myths and the Evidence. 

## Schriften
- Some aspects of religious symbolism in the Aegean area during the Bronze and early Iron Ages. University of London, 1985 (zugleich Dissertation).
- Death, Women, and the Sun. Symbolism of Regeneration in Early Aegean Religion. University of London, Institute of Classical Studies, London 1989.
- Moving Heaven and Earth. Sexuality, Spirituality and Social Change. Women’s Press, London 1990, ISBN 0-7043-5038-6.
- mit Christine Morris (Hrsg.): Ancient Goddesses. The Myths and the Evidence. University of Wisconsin Press, Madison, Wisconsin 1998, ISBN 0-299-16320-2.
- Perceptions of the Sun in Minoan Ritual. 2002, Paper, 103rd Annual Meeting of the Archaeological Institute of America.[2]
- From tholos tomb to Throne Room: some considerations of dawn light and directionality in Minoan buildings. In: Gerald Cadogan (Hrsg.): Knossos. Palace, City, state. (= British School at Athens studies; 12). British School at Athens, London 2004, ISBN 0-904887-45-6, S. 339–350 (JSTOR:40960792).
- mit Carlos Guarita: A new catalogue of the Mesara-type tombs. 1. Why a new catalogue? In: Studi Micenei ed Egeo-Anatolici (SMEA), Roma, Band 47, 2005, S. 171–212.
- Holy Trees and other Ecological Surprises. Just Press, Bridport 2010, ISBN 978-1-907352-00-3.

## Rezensionen/Rezeption
- Hans Schwabl: Death, Women and the Sun. Symbolism of Regeneration in Early Aegean Religion by Lucy Goodison. In: Wiener Studien, Band 106, 1993, S. 280–282 (JSTOR:24749128).
- Tracey Cullen: Tracey Cullen, Lucy Goodison: Death, Women, and the Sun: Symbolism of Regeneration in Early Aegean Religion by Lucy Goodison (Review). In: Journal of Field Archaeology. 18. Jahrgang, Nr. 4, 1991, S. 498–501, doi:10.2307/530412.